# 李利 (東漢)
李利（?—?），涼州北地郡（郡治富平县，今陕西省富平县）人，东汉末期武将，董卓部将李傕兄子。兄弟李暹、从弟李式、族父李应。
興平元年（194年）三月，侍中马宇、中郎将杜禀为内应，计划使马腾袭长安。李利和李傕同僚樊稠、郭汜在槐里攻滅杜稟、馬宇，在长平观击败馬騰、韓遂联军。樊稠追击同乡友人韓遂到陳倉，二人談笑而别。李利不尽力应战而樊稠被训斥，李利因此怀恨在心，向李傕告发樊稠私通韩遂。李傕以会议名义引樊稠到军中杀害。
樊稠死时，在一年後興平二年（195年）二月。《後漢書》董卓传記述，李利密告只是樊稠被杀直接原因。樊稠勇猛果敢、深得众望，被李傕猜忌是杀他的主要原因。
小説《三国演義》李利写作李别，描写他密告樊稠之事。后来，曹操派军保護献帝时，李傕派李别、李暹率军夺回献帝，曹操部将許褚将李暹、李别一刀斬于马下。